# Triangle (serial telewizyjny)
Triangle (kor.: 트라이앵글, MOCT: Teuraiaenggeul)  – 26-odcinkowy serial południowokoreański z 2014 roku. W rolach trójki braci Kim Jae-joong, Lee Beom-soo oraz Im Si-wan. Serial był emitowany na stacji MBC od 5 maja do 29 lipca 2014 roku w poniedziałki i wtorki o 22:00.
Triangle został wyreżyserowany przez Yoo Cheol-yonga, a napisany przez Choi Wan-kyu. Współpracowali ze sobą poprzednio w innych projektach: w serialach All In (2003) oraz Taeyangeul samkyeora (2009).
W dzieciństwie, z powodu serii niefortunnych zdarzeń, trójka braci zostaje ze sobą rozdzielona. Gdy spotykają ponownie po ponad dwudziestu latach, nie są świadomi relacji która ich łączy.

## Fabuła
Jang Dong-soo, Jang Dong-chul i Jang Dong-woo są trójką braci, którzy zostają rozdzieleni po tym jak ich ojciec ginie w wypadku, a matka porzuca. Gdy spotykają ponownie po ponad dwudziestu latach, nie są świadomi relacji która ich łączy – reprezentując inne strony interesów związanych z lokalnym kasynem, uprzykrzają sobie życie.
Najstarszy z braci, Jang Dong-soo (Lee Beom-soo), został detektywem. Jest nim także dlatego, ponieważ jego największym pragnieniem jest odnaleźć swych młodszych braci. Jego dobrą znajomą jest zajmująca się profilowaniem przestępców Hwang Shin-hye (Oh Yeon-soo), która niedawno wróciła do Korei po szkoleniu za granicą. 
Drugi z braci, Jang Dong-chul (Kim Jae-joong), po ucieczce z sierocińca dorastał na ulicy, używając pięści i podstępów by przeżyć i wspiąć się w gangsterskiej hierarchii. Jest szefem jednego z lokalnych gangów. Ukrywa swoją prawdziwą tożsamość, używając imienia Heo Young-dal.
Najmłodszy z braci, Jang Dong-woo (Im Si-wan), gdy jeszcze był niemowlęciem, został adoptowany przez bogatą rodzinę, a jego imię zostało zmienione na Yoon Yang-ha. Jest szkolony przez swojego przybranego ojca na dziedzica kasyna. Bez jakichkolwiek wspomnień związanych ze swoją biologiczną rodziną i wychowany, że świat kręci się wokół pieniędzy, Yang-ha jest cyniczny i chłodny. Dopiero spotkanie z Oh Jung-hee (Baek Jin-hee), młodą dziewczyną, która samodzielnie utrzymuje rodzinę pracując jako krupier, sprawia, że chce się zmienić. Jednakże rywalem do serca dziewczyny jest Heo Young-dal. 

## Obsada

### Główna
- Kim Jae-joong jako Jang Dong-chul / Heo Young-dal[4][5][6][7][8]

- Lee Beom-soo jako Jang Dong-soo / Noh Young-hak jako młody Dong-soo

- Im Si-wan jako Jang Dong-woo / Yoon Yang-ha[9]

- Oh Yeon-soo jako Hwang Shin-hye / Kim So-hyun jako młoda Shin-hye[10]

- Baek Jin-hee jako Oh Jung-hee[11][12][13]

### Postaci drugoplanowe
- Park Ji-yeon jako Sung Yoo-jin (od 15. odcinka)
- Kang Shin-il jako Hwang Jung-man, ojciec Hwang Shin-hye
- Jang Dong-jik jako Hyun Pil-sang
- Kim Byung-ki jako dyrektor Yoon Tae-joon, przybrany ojciec Jang Dong-woo, właściciel kasyna
- Hong Seok-cheon jako Man-kang
- Lee Yoon-mi jako Madam Jang
- Shin Seung-hwan jako Yang Jang-soo
- Im Ha-ryong jako Yang Man-choon
- Kim Ji-young jako babcia Jung-hee
- Kim Joo-yeob jako Oh Byung-tae
- Park Min-soo jako Oh Byung-soo, młodszy brat Oh Jung-hee
- Jung Ji-yoon jako Kang Hyun-mi
- Jo Won-hee jako Kang Chul-min
- Wi Yang-ho jako Tak Jae-geol
- Park Hyo-joo jako Kang Jin
- Son Ji-hoon jako detektyw Lee
- Im Ki-hyuk jako detektyw Min
- Kim Byung-ok jako Go Bok-tae
- Jo Sung-hyun jako Kim Sang-moo
- Yeo Ho-min jako Gong Soo-chang
- Jung Kyung-soon jako pani Paju
- Naya jako Lee Soo-jung
- Baek Shin jako detektyw Gook
- Park Won-sook jako Heo Choon-hee
- Choo Sung-hoon jako członek gangu (cameo)[14][15][16]

## Nagrody i nominacje
| Rok  | Ceremonia                                   | Kategoria                               | Nominowany    | Rezultat  |
| ---- | ------------------------------------------- | --------------------------------------- | ------------- | --------- |
| 2014 | 7. Korea Drama Awards                       | Nagroda Top Excellence, aktor           | Kim Jae-joong | Nagroda   |
| 2014 | 16. Seoul International Youth Film Festival | Najlepsza młoda aktorka                 | Park Ji-yeon  | Nominacja |
| 2014 | MBC Drama Awards                            | Nagroda Top Excellence, aktor w serialu | Lee Beom-soo  | Nominacja |
| 2014 | MBC Drama Awards                            | Nagroda doskonałości, aktor w serialu   | Kim Jae-joong | Nominacja |
| 2014 | MBC Drama Awards                            | Nagroda doskonałości, aktorka w serialu | Baek Jin-hee  | Nagroda   |
| 2014 | MBC Drama Awards                            | Najlepszy debiut aktorski               | Im Si-wan     | Nagroda   |